# Nationaal park Flinders Chase
Het Nationaal park Flinders Chase (Engels: Flinders Chase National Park) ligt op Kangaroo-eiland in de Australische deelstaat Zuid-Australië. Het nationale park is vernoemd naar Matthew Flinders (1774–1814), de kapitein van de Royal Navy die grote delen van zuidelijk Australië heeft verkend.
Flinders Chase National Park is met een oppervlakte van 328 km² het grootste beschermde gebied van Kangaroo-eiland en dit nationale park is gelokaliseerd in het zuidwesten van het eiland. Het omvat kustgebied en bos. Flinders Chase National Park is gemakkelijk via de weg vanaf Kingscote, de grootste plaats van Kangaroo Island, te bereiken.
Flinders Chase National Park werd opgericht in november 1919. Sinds de oprichting heeft de park al een belangrijke rol in het beschermen van diersoorten die elders in Australië zeldzaam werden. Onder meer de tammarwallaby (Macropus eugenii), de hoendergans (Ceoropsis novaehollandia) en de geelstaartraafkaketoe (Calyptorhynchus funereus) zijn algemene diersoorten in Flinders Chase National Park die elders zeldzaam geworden zijn. In 1923 werd de koala (Phascolarctos cinereus) geïntroduceerd, gevolgd door het vogelbekdier (Ornithorhynchus anatinus) in 1928. Beide diersoorten leven tegenwoordig nog steeds in Flinders Chase National Park.
Naast wilde dieren bevinden zich in Flinders Chase National Park ook twee geologische bezienswaardigheden, de Admirals Arch en de Remarkable Rocks. De Admirals Arch is een rotsformatie die een natuurlijke brug of boog vormt en deze bezienswaardigheid bevindt zich bij Cape du Couedic, de zuidwestpunt van Kangaroo Island. Deze kaap staat naast de Admirals Arch ook bekend om de grote groep Nieuw-Zeelandse zeeberen (Arctocephalus forsteri) die er leeft. De tweede geologische bezienswaardigheid van Flinders Chase National Park zijn de Remarkable Rocks. Het is een groep van grote, door erosie in opmerkelijke vormen gesleten rotsen op een klip boven de Zuidelijke Oceaan.

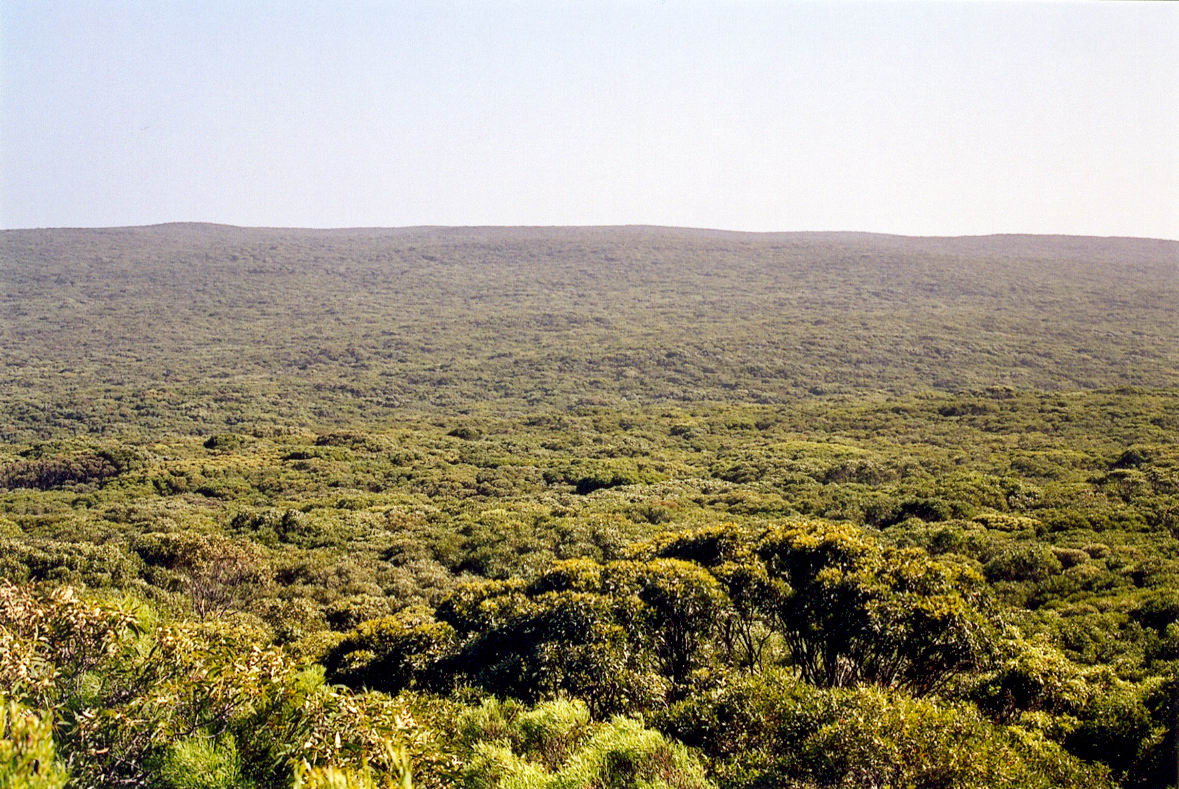
Nationaal park Flinders Chase

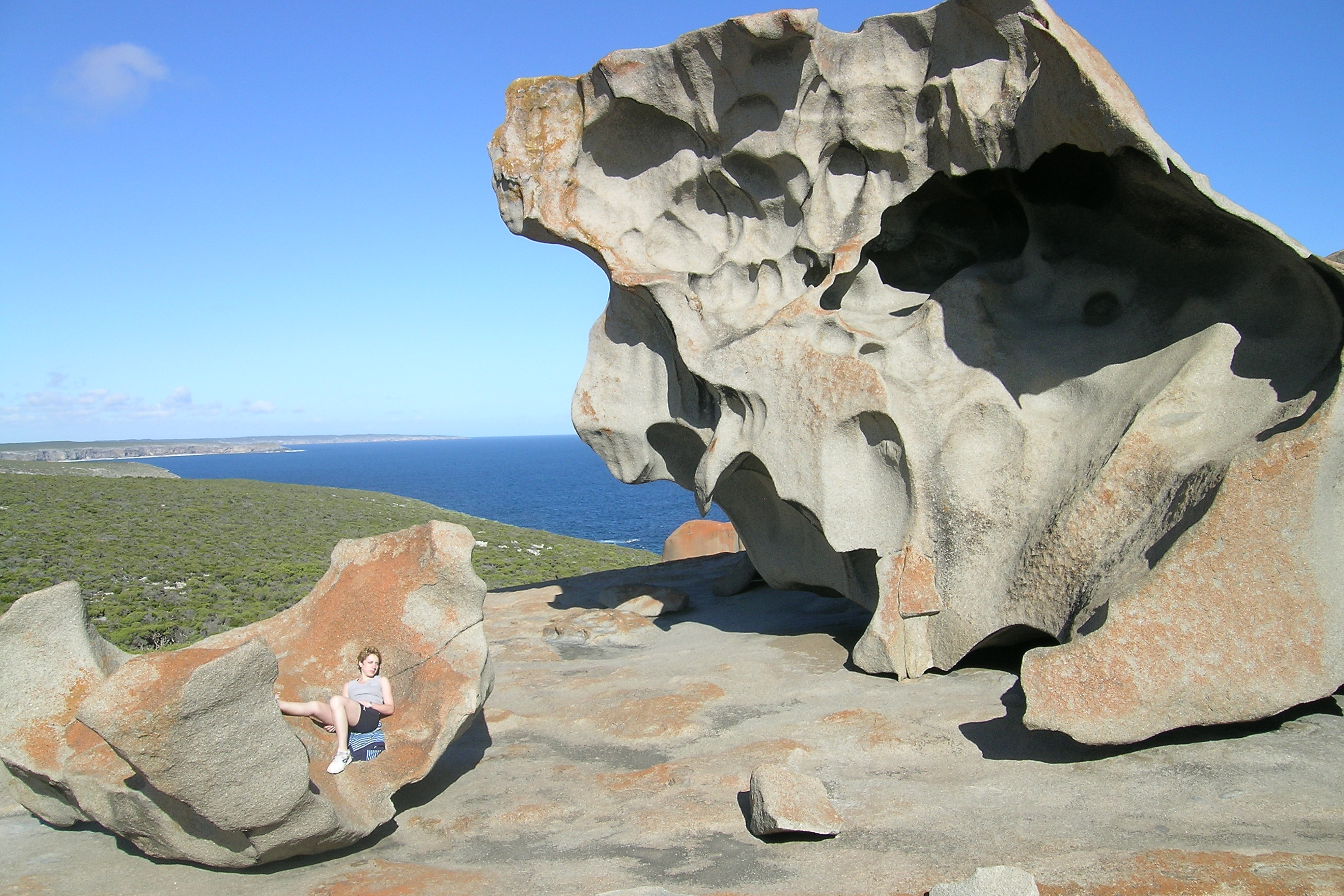
Bijzondere rotsen

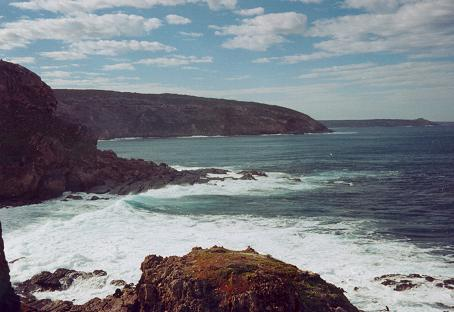
Cape du Couedic

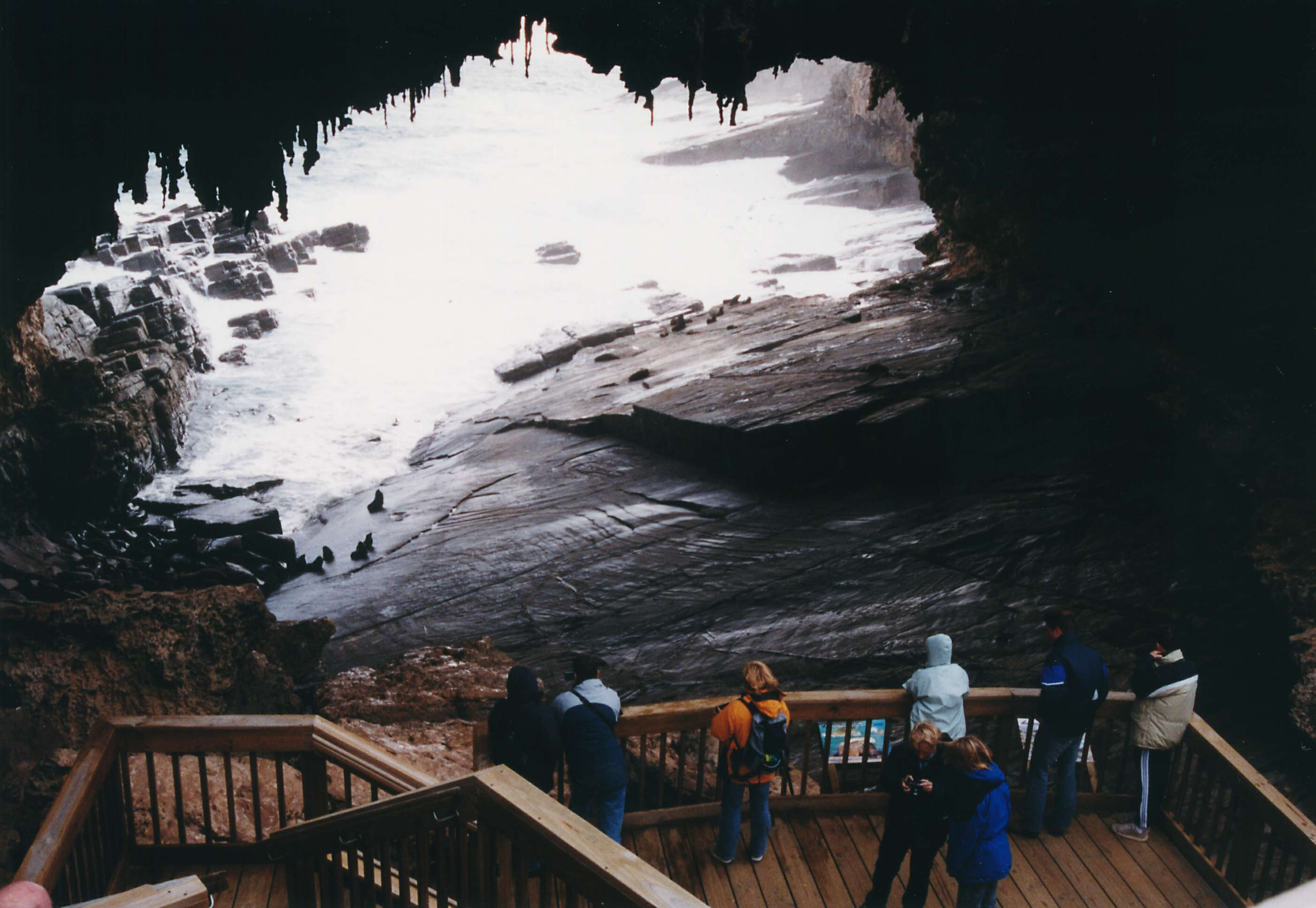
Admirals Arch

Belair · 
Canunda · 
Coffin Bay · 
Coorong · 
Flinders Chase · 
Ikara-Flinders Ranges · 
Gammon Ranges · 
Gawler Ranges · 
Great Australian Bight · 
Innes · 
Lake Eyre · 
Lake Gairdner · 
Lake Torrens · 
Lincoln · 
Mount Remarkable · 
Murray River · 
Naracoorte Caves · 
Nullarbor · 
Onkaparinga River · 
Witjira
Nationale parken in: AUS · NSW · NT · QLD · SA · TAS · VIC · WA